# Jakov Šuver
Jakov Šuver (* 22. Januar 2003 in Stuttgart) ist ein kroatisch-deutscher Fußballspieler. Er ist der Bruder von Mario Šuver.

## Karriere

### Verein
Šuver kam in der Jugend 2012 von den Stuttgarter Kickers zum VfB Stuttgart. Er verlängerte seinen Vertrag am 22. Januar 2021 bis Ende Juni 2025. Nach einer schweren Knieverletzung benötigte Šuver mehr als elf Monate, bevor er wieder in einem Testspiel auf dem Spielfeld stand.
Sein Pflichtspiel-Comeback für die zweite Mannschaft des VfB Stuttgart nach über zwei Jahren am 3. August 2024 gegen Hansa Rostock war am 1. Spieltag der Saison 2024/25 zugleich sein erster Einsatz in der 3. Profi-Liga. Im Laufe der Hinrunde kam kein weiterer Einsatz hinzu.
Im Januar 2025 wechselte Šuver zur zweiten Mannschaft des 1. FC Nürnberg.

### Nationalmannschaft
Von 2018 bis 2021 spielte Šuver für alle deutschen Junioren-Nationalmannschaften zwischen der U15 und der U19. Im November 2021 entschied er sich für einen Verbandswechsel und debütierte für die kroatische U19-Nationalmannschaft.